# 辻竜太郎
辻󠄀 竜太郎（つじ りゅうたろう、1976年6月8日 - ）は、大阪府箕面市出身の元プロ野球選手（外野手、右投左打）。現在は埼玉西武ライオンズの二軍野手コーチ。選手時代の登録名は「竜太郎」（りゅうたろう）。

## 経歴

### プロ入り前
箕面市で生まれ、父親である辻哲也が中日ドラゴンズに在籍していたことから「竜太郎」と名付けられた。父の影響で4歳頃から野球を始め、箕面第六中では投手を務めていた。中学3年の時に選手権大会での上田佳範の活躍を見て、松商学園への進学を決めた。高校では外野手に転向して1年夏から四番を務め、2年夏には選手権大会に出場。初戦で長崎日大と対戦し、中村隼人から9回に長打を放って同点への足がかりを作った ものの、延長の末に敗れた。
明治大学では小笠原孝と同級生で、1年次からレギュラーとして活躍。1年秋には中村豊・筒井壮・野村克則・橿渕聡といった、のちにプロ入りする先輩選手が大勢いる中で4番レフトを任されていたこともある。4年時には主将を務め、春季リーグ戦ではリーグ3位の打率.367をマークして初のベストナインに選ばれ、優勝に大きく貢献した。同年の秋季リーグでも打率.311でベストナインに選出されている。4年間でリーグ通算81試合に出場し、307打数86安打、打率.280、4本塁打、39打点の成績を残した。
大学卒業後はヤマハに所属。1年目の1999年2月にはアマチュア全日本候補選手として巨人のキャンプに参加し、長嶋茂雄監督から直接打撃の指導を受けている。同年の都市対抗では若獅子賞を受賞した。翌2000年は都市対抗で2試合連続本塁打を放ち、初の社会人ベストナインに選ばれている。
2001年のドラフト会議でオリックス・ブルーウェーブから8巡目で指名を受け、契約金2000万円、年俸600万円（金額はいずれも推定）で入団した。背番号は48。登録名は竜太郎となる。

### オリックス時代
2002年は34試合に出場し、打率.214だった。
2003年は大島公一とともに自主トレを行い、野球に対する高い意識に大きな影響を受けたという。同年は79試合に出場して7本塁打を放った。特に岩隈久志から記録した初本塁打はNPBで一番の思い出になったと後に語っている。
2004年は一軍出場は52試合にとどまったものの、打率.325をマークし、大阪近鉄バファローズとのシーズン最終戦では勝ち越しの3ランホームランを放った。同年オフに選手分配ドラフトを経て東北楽天ゴールデンイーグルスへの移籍が決まった。背番号は自ら当時編成部長だった広野功に希望を伝え、一旦は希望通り7に内定していたが、少し遅れて自由契約でオリックスから移籍した山崎武司も自分の長女の名前にちなんで7を希望し、自ら竜太郎を説得する意向まで広野に直訴した。その後山崎本人から実際に背番号について説得を受け、事情を理解して竜太郎も了承したことから、最終的にはオリックス時代と同じ48となった。

### 楽天時代
2005年は開幕前に監督の田尾安志から「荒削りだが理想的」と打撃を高く評価された一方で、守備を課題として指摘された。楽天のファンサイトではレギュラーメンバー予想で名前が挙げられていた が、同年は31試合の出場に終わった。
2006年は、打撃こそ好調だったが守備・走塁の技術不足を露呈し、さらに出場機会が減ってしまった。
2007年はオープン戦は好調だったが、一転してシーズン開幕後は機会を生かせず、チームの戦力構想から外れて退団。現役続行を目指し、12球団合同トライアウトを受験したが獲得球団はなかった。

### BCリーグ・信濃時代

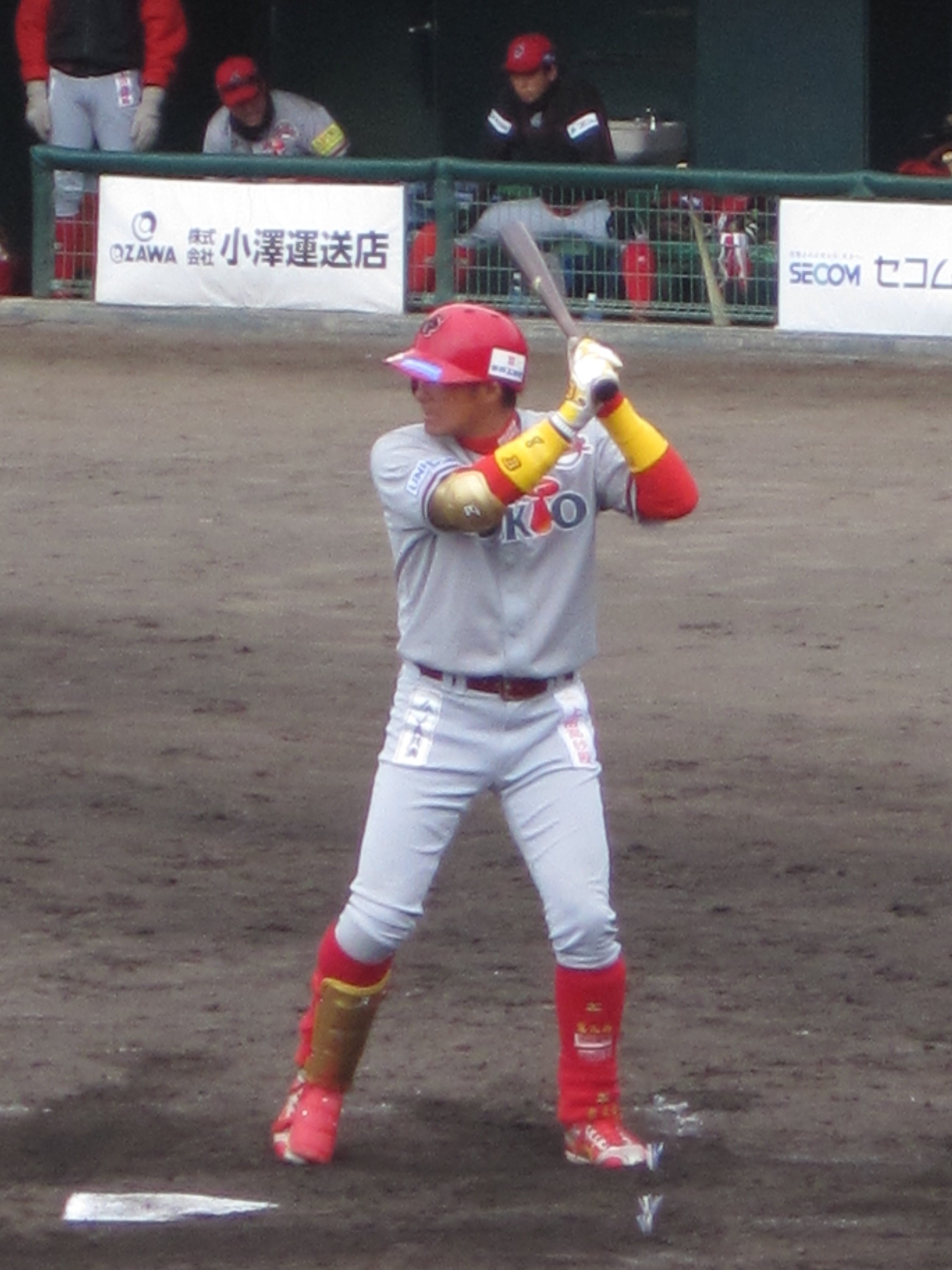
信濃グランセローズ時代
（2013年4月20日 県営上田野球場にて）

2008年から高校時代を過ごした長野県を本拠地とするBCリーグ・信濃グランセローズに打撃コーチ兼任で入団。2008年シーズン終了後にNPBの12球団合同トライアウトを再び受験したが、ここでも獲得球団は現れなかった。2009年以降も引き続きコーチ兼任選手として信濃でプレーし、2009年は首位打者に輝いた。
2010年をもってコーチ職を退任し、2011年からは選手に専念した。
2013年からは再びコーチ兼任でプレーしている。
2014年5月30日の福井戦でBCリーグ史上2人目となる通算400安打を達成。6月21日に選手契約を解除し、コーチ専任となったが、7月2日に再び選手登録された。7月21日の試合後に、監督の大塚晶文がBCリーグ憲章に反する行き過ぎた指導があったとして、7月23日に活動自粛したため、7月25日の群馬戦から7月29日の新潟戦までの4試合で監督代行を務め、3勝1敗の成績を残した。10月14日に現役引退が発表された。

### 現役引退後
2015年から、古巣・オリックスに二軍外野守備走塁コーチとして復帰することが発表された。背番号は79。選手時代は一貫して名前のみの「竜太郎」の登録名を使用してきたが、オリックスでの指導者専任となってからはフルネームの「辻 竜太郎」で登録されている。
2016年からは、二軍打撃コーチに配置転換となった。2019年は育成コーチを務め、2020年は再び二軍打撃コーチとなった。8月21日には、中嶋聡二軍監督が一軍監督代行に就任したことに合わせて、一軍打撃コーチに配置転換された。配置転換後は、得点が入ると大きなガッツポーズを見せるなど、ベンチの雰囲気を一変させた。辻の見せるガッツボーズはいつしか「辻ガッツ」と呼ばれるようになり、名物となった。2021年からは、コーチに一軍・二軍の区別がなくなったため、役職名は打撃コーチとなった。2024年シーズン終了時にオリックスの打撃コーチを退任。
2025年1月1日付で埼玉西武ライオンズの二軍野手コーチに就任。背番号は77。

## 詳細情報

### 年度別打撃成績
| 年 度     | 球 団      | 試 合 | 打 席 | 打 数 | 得 点 | 安 打 | 二 塁 打 | 三 塁 打 | 本 塁 打 | 塁 打 | 打 点 | 盗 塁 | 盗 塁 死 | 犠 打 | 犠 飛 | 四 球 | 敬 遠 | 死 球 | 三 振 | 併 殺 打 | 打 率 | 出 塁 率 | 長 打 率 | O P S |
| --------- | ---------- | ----- | ----- | ----- | ----- | ----- | -------- | -------- | -------- | ----- | ----- | ----- | -------- | ----- | ----- | ----- | ----- | ----- | ----- | -------- | ----- | -------- | -------- | ----- |
| 2002      | オリックス | 34    | 48    | 42    | 1     | 9     | 3        | 0        | 0        | 12    | 2     | 1     | 0        | 3     | 0     | 2     | 0     | 1     | 8     | 0        | .214  | .267     | .286     | .552  |
| 2003      | オリックス | 79    | 205   | 194   | 24    | 49    | 8        | 1        | 7        | 80    | 18    | 3     | 2        | 3     | 0     | 4     | 0     | 4     | 32    | 3        | .253  | .282     | .412     | .695  |
| 2004      | オリックス | 52    | 141   | 123   | 14    | 40    | 8        | 1        | 1        | 53    | 16    | 1     | 1        | 5     | 1     | 7     | 0     | 5     | 15    | 1        | .325  | .382     | .431     | .813  |
| 2005      | 楽天       | 31    | 83    | 76    | 4     | 15    | 2        | 0        | 1        | 20    | 7     | 1     | 0        | 1     | 0     | 3     | 0     | 3     | 11    | 3        | .197  | .256     | .263     | .519  |
| 2006      | 楽天       | 10    | 29    | 28    | 1     | 9     | 2        | 0        | 0        | 11    | 1     | 0     | 0        | 0     | 0     | 1     | 0     | 0     | 6     | 0        | .321  | .345     | .393     | .738  |
| 2007      | 楽天       | 3     | 6     | 5     | 0     | 0     | 0        | 0        | 0        | 0     | 0     | 0     | 0        | 0     | 0     | 1     | 0     | 0     | 1     | 0        | .000  | .167     | .000     | .167  |
| 通算：6年 | 通算：6年  | 209   | 512   | 468   | 44    | 122   | 23       | 2        | 9        | 176   | 44    | 6     | 3        | 12    | 1     | 18    | 0     | 13    | 73    | 7        | .261  | .306     | .376     | .682  |

### 記録

#### NPB
初記録
- 初出場・初先発出場：2002年6月1日、対大阪近鉄バファローズ9回戦（大阪ドーム）、9番・左翼手で先発出場
- 初打席：同上、3回表にジェレミー・パウエルから中飛
- 初安打：同上、6回表にジェレミー・パウエルから左前安打
- 初打点：2002年6月6日、対福岡ダイエーホークス8回戦（ナゴヤドーム）、5回裏に田之上慶三郎から右前適時打
- 初盗塁：2002年6月7日、対福岡ダイエーホークス9回戦（ナゴヤドーム）、5回裏に二盗（投手：若田部健一、捕手：城島健司）
- 初本塁打：2003年5月23日、対大阪近鉄バファローズ9回戦（Yahoo! BBスタジアム）、2回裏に岩隈久志から右越ソロ

### 独立リーグでの打撃成績
| 年 度     | 球 団     | 試 合 | 打 数 | 得 点 | 安 打 | 二 塁 打 | 三 塁 打 | 本 塁 打 | 打 点 | 三 振 | 四 球 | 死 球 | 犠 打 | 犠 飛 | 盗 塁 | 失 策 | 併 殺 打 | 打 率 | 出 塁 率 | 長 打 率 | O P S |
| --------- | --------- | ----- | ----- | ----- | ----- | -------- | -------- | -------- | ----- | ----- | ----- | ----- | ----- | ----- | ----- | ----- | -------- | ----- | -------- | -------- | ----- |
| 2008      | 信濃      | 60    | 198   | 24    | 66    | 10       | 2        | 3        | 25    | 13    | 21    | 12    | 0     | 2     | 0     | 0     | 8        | .333  | .429     | .449     | .878  |
| 2009      | 信濃      | 60    | 203   | 26    | 72    | 17       | 1        | 7        | 34    | 15    | 20    | 12    | 0     | 2     | 3     | 0     | 5        | .355  | .443     | .552     | .995  |
| 2010      | 信濃      | 59    | 153   | 21    | 47    | 6        | 0        | 8        | 37    | 14    | 20    | 10    | 0     | 2     | 1     | 3     | 3        | .307  | .421     | .503     | .924  |
| 2011      | 信濃      | 61    | 223   | 30    | 81    | 8        | 0        | 5        | 29    | 20    | 22    | 7     | 0     | 2     | 3     | 0     | 4        | .363  | .437     | .466     | .903  |
| 2012      | 信濃      | 50    | 152   | 18    | 41    | 9        | 3        | 1        | 20    | 17    | 12    | 6     | 2     | 3     | 1     | 1     | 5        | .270  | .341     | .474     | .815  |
| 2013      | 信濃      | 70    | 250   | 25    | 80    | 13       | 0        | 3        | 29    | 30    | 27    | 9     | 0     | 6     | 5     | 0     | 4        | .320  | .397     | .472     | .869  |
| 2014      | 信濃      | 63    | 218   | 31    | 57    | 14       | 0        | 2        | 24    | 26    | 26    | 19    | 0     | 1     | 2     | 0     | 9        | .261  | .386     | .427     | .813  |
| 通算：7年 | 通算：7年 | 423   | 1397  | 175   | 444   | 77       | 6        | 29       | 198   | 135   | 148   | 75    | 2     | 18    | 14    | 4     | 38       | .318  | .407     | .524     | .931  |

- 各年度の太字はリーグ最高

### 背番号
- 48（2002年 - 2007年）
- 8（2008年 - 2014年）
- 79（2015年 - 2024年）
- 77（2025年 - ）

### 登録名
- 竜太郎（りゅうたろう、2002年 - 2014年）
- 辻 竜太郎（つじ りゅうたろう、2015年 - ）